# Venhorst

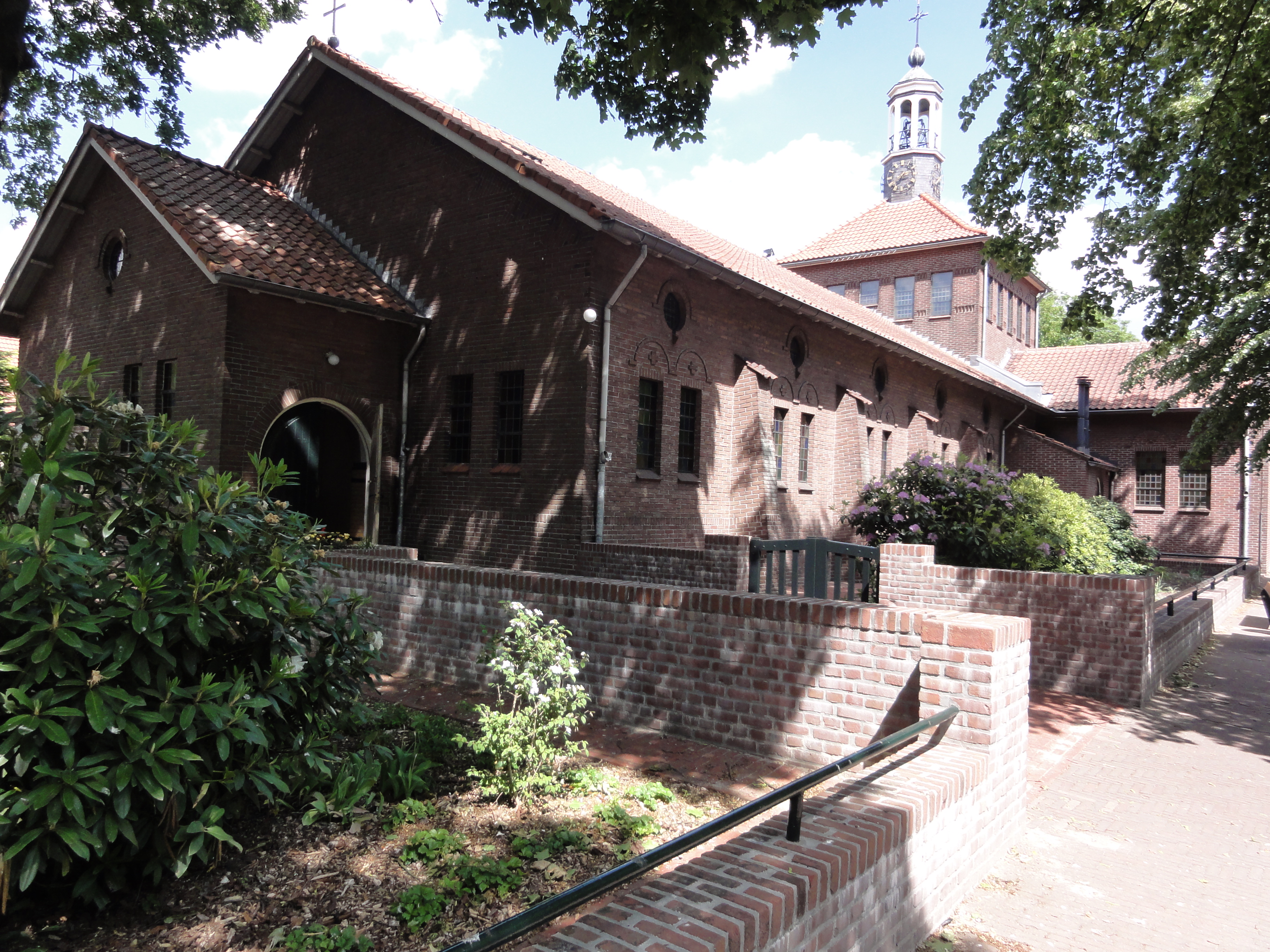
Sint-Jozefkerk Venhorst

Venhorst is een dorp in de gemeente Boekel, in de Nederlandse provincie Noord-Brabant. Het dorp telt 1.780 inwoners (stand 1 januari 2023).
Het ontginningsdorp is gesticht in 1932 als Sint-Jozefpeel nadat de grootschalige Peelontginningen begonnen, dat is na 1920. Het eerste bouwwerk in de kern van het dorp werd de St. Corneliusschool, geopend op 16 januari 1933. In 1934 werd de parochiekerk ingewijd: de ook nu nog bestaande Sint-Jozefkerk.
Met name de PTT drong aan op naamswijziging van het dorp, om verwarring met andere plaatsnamen te voorkomen. Vanaf 1936 ging het dorp Venhorst heten, naar de vele vennen die in het gebied voorkwamen en de horst waarop het dorp lag.
Geleidelijk groeide het dorp. Er kwam een bescheiden middenstand en een klein bedrijventerrein in het nog altijd voornamelijk agrarische dorp, waar tegenwoordig de grootschalige varkenshouderij en de daarbij behorende dienstverlening centraal staat. Venhorst ligt vlak bij de drukke Midden Peelweg.
Ondanks de beperkte grootte van het dorp is er een rijk verenigingsleven, bestaande uit onder andere een fanfare, een schietvereniging, een volksdansgroep, een zangkoor en diverse sportverenigingen.
Een lokale partij, genaamd: Gemeenschapsbelang Venhorst-Boekel, heeft zitting in de gemeenteraad van Boekel.
Venhorst kent 7 gemeentelijke monumenten. Twee daarvan zijn de St. Corneliusschool en de Sint-Jozefkerk.

## Natuur en Landschap
Venhorst ligt te midden van een uitgestrekt, droog en schraal landbouwontginningsgebied met rechte wegen en paden, waar de intensieve veehouderij de boventoon voert. Niettemin zijn er enkele interessante zaken te zien.
Venhorst ligt op de Peelhorst, wat inhoudt dat de oeverwal van de Maas dicht aan de oppervlakte ligt: de akkers zijn bezaaid met afgeronde keitjes. Er zijn diverse beekjes die in westelijke richting van de Peel af stromen naar de Aa, zoals de Burgtse Loop, de Rietvense Loop en de Noordkantse Loop. De Rietvense Loop komt van het Peellandschapspark Voskuilenheuvel, een gebiedje van 18 ha, waarin een ven, een stukje heideveld, en wat naaldbos. In 2012 is het gebied uitgebreid met 6 ha waar veel minder bomen staan en veel plaats is voor natte plekken. Verderop liggen nog enkele droge stukjes naaldbos verspreid in het landbouwgebied.
Ten oosten van Venhorst loopt het Defensiekanaal, dat fraai begroeide oevers heeft.

## Nabijgelegen kernen
Landhorst, Huize Padua, Boekel, Odiliapeel.

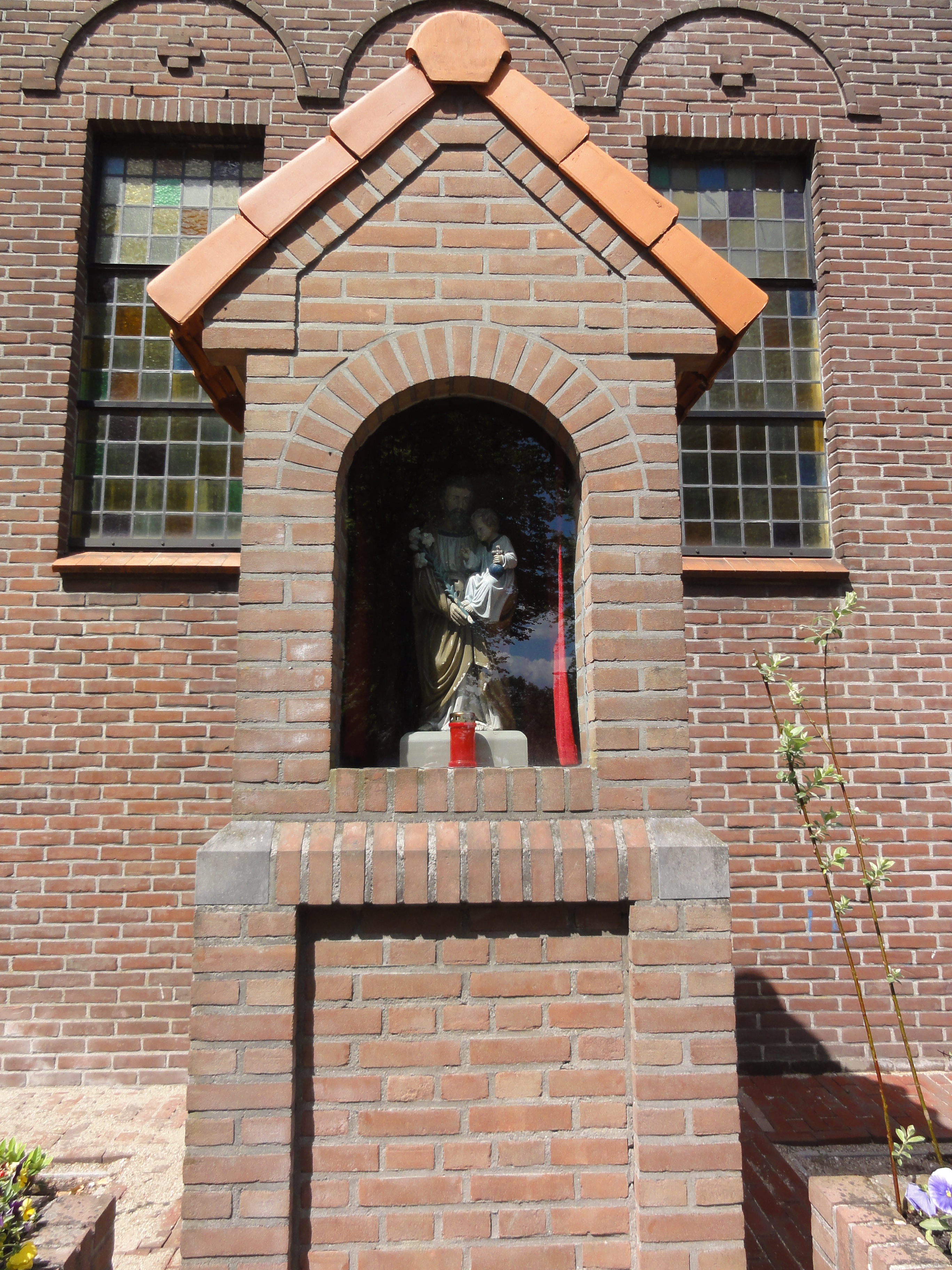
Sint-Josefkapelletje naast Sint-Josefkerk
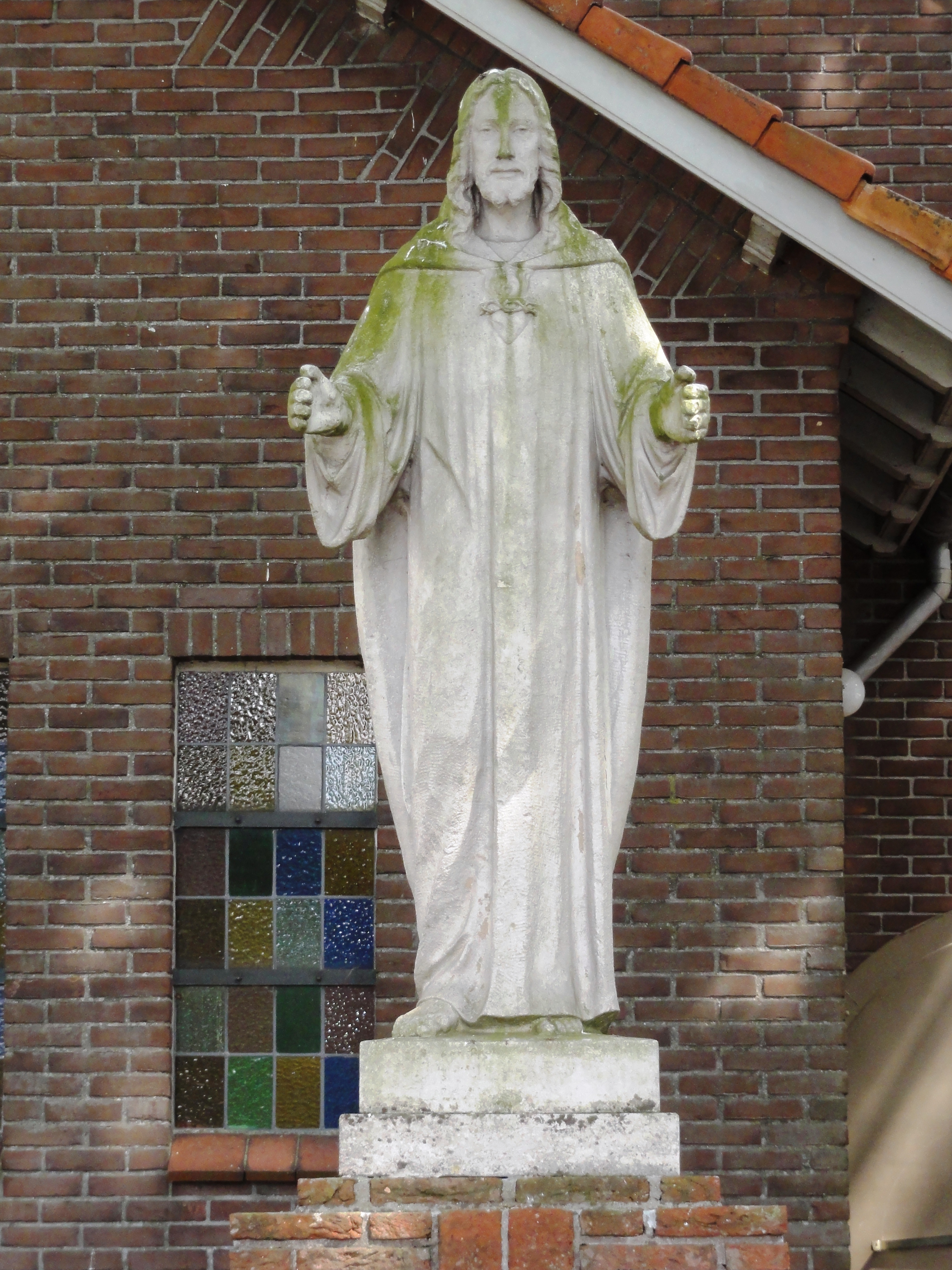
H.Hartbeeld voor Sint-Josefkerk
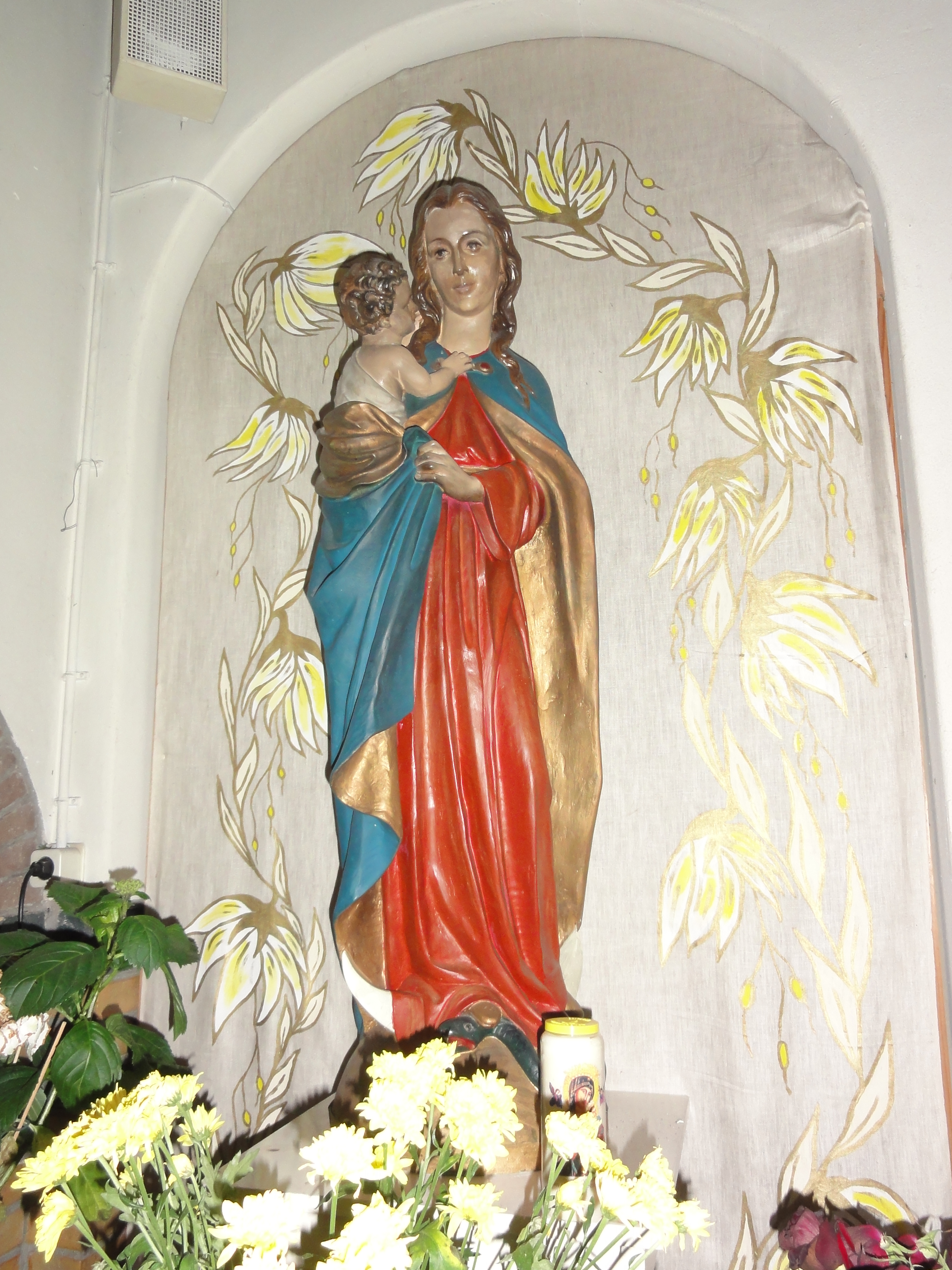
Sint-Josefkerk, Madonna met kind
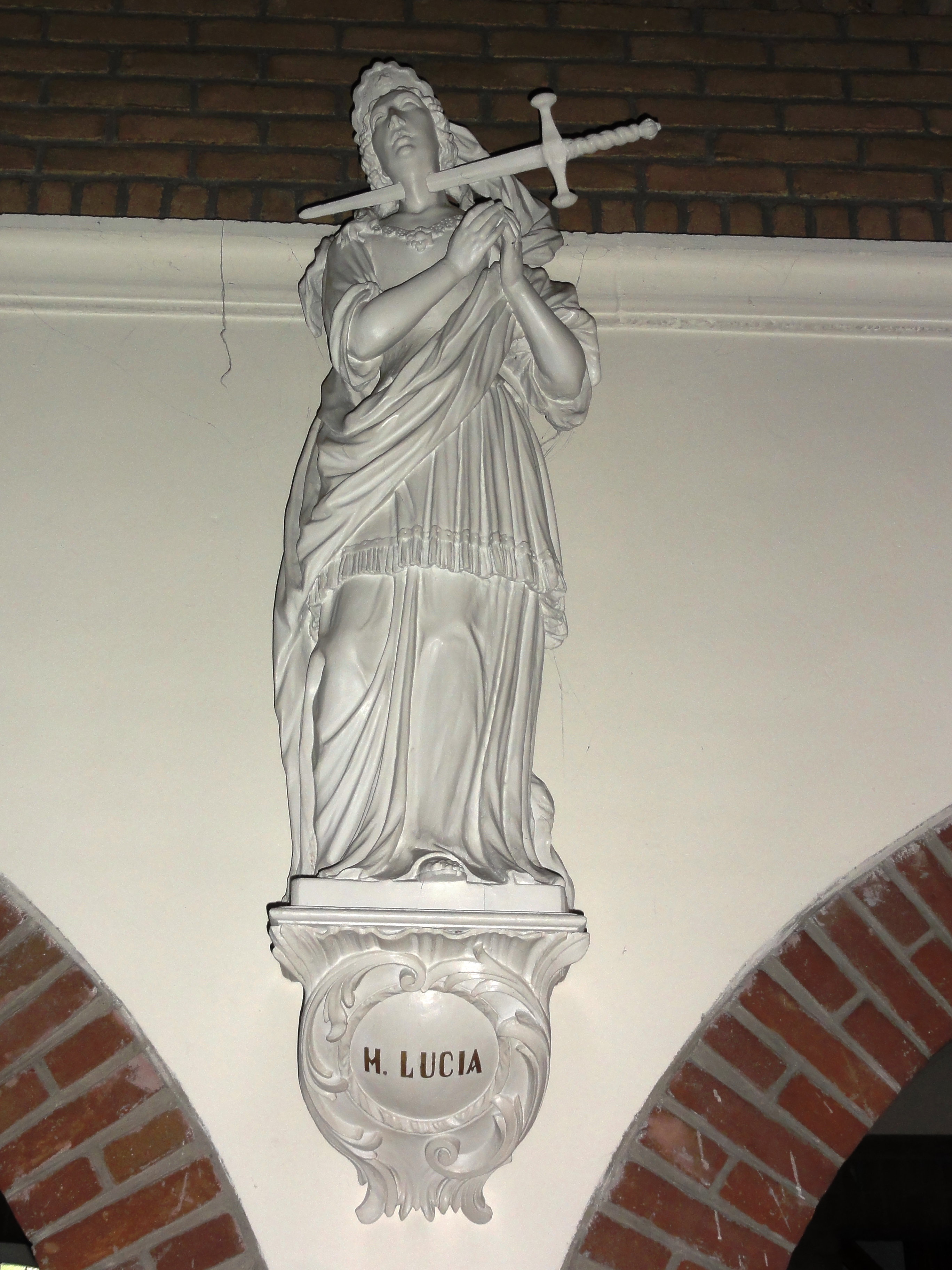
Sint-Josefkerk, beeld H.Lucia
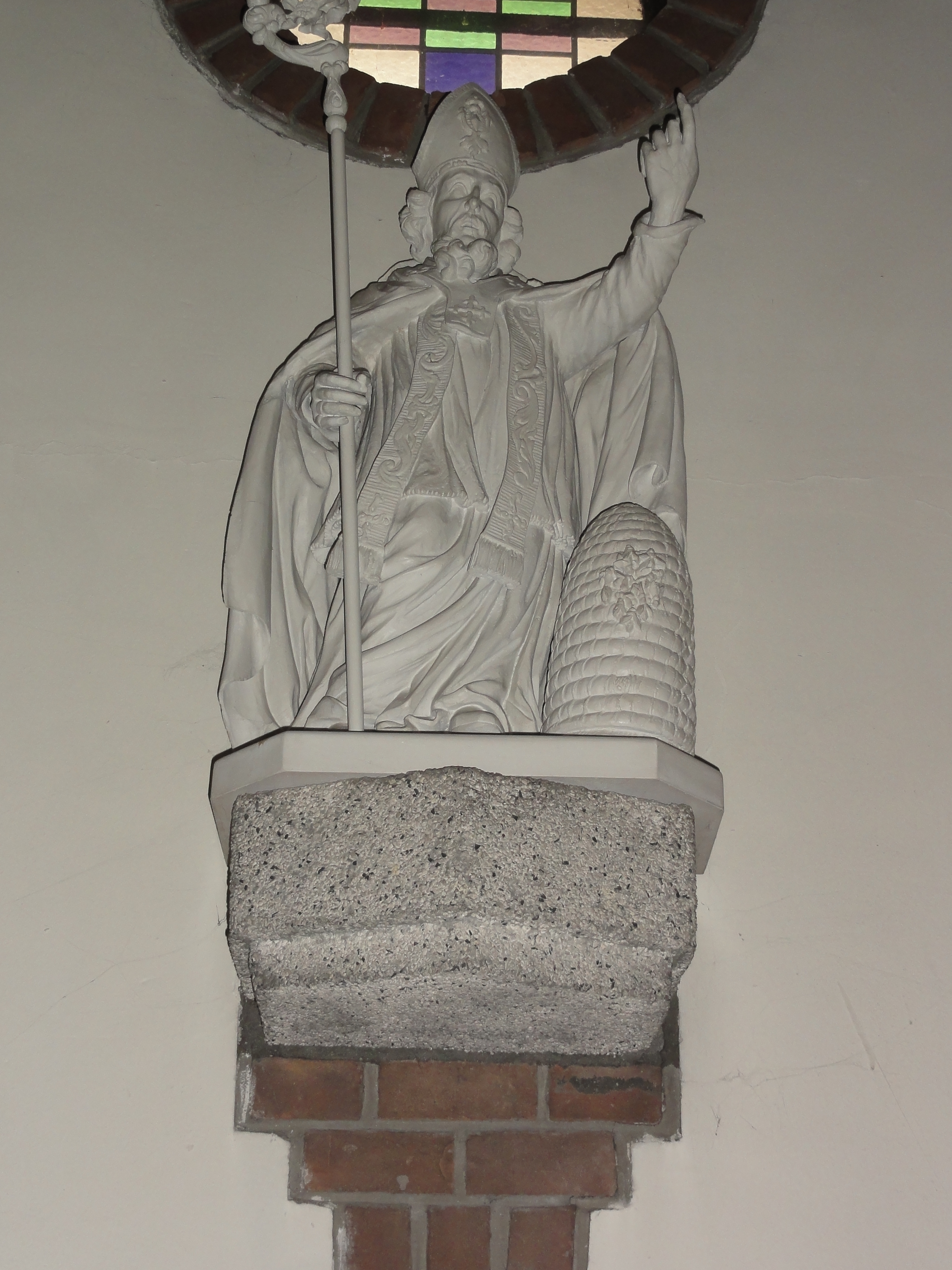
Sint-Josefkerk, beeld H.Cornelius
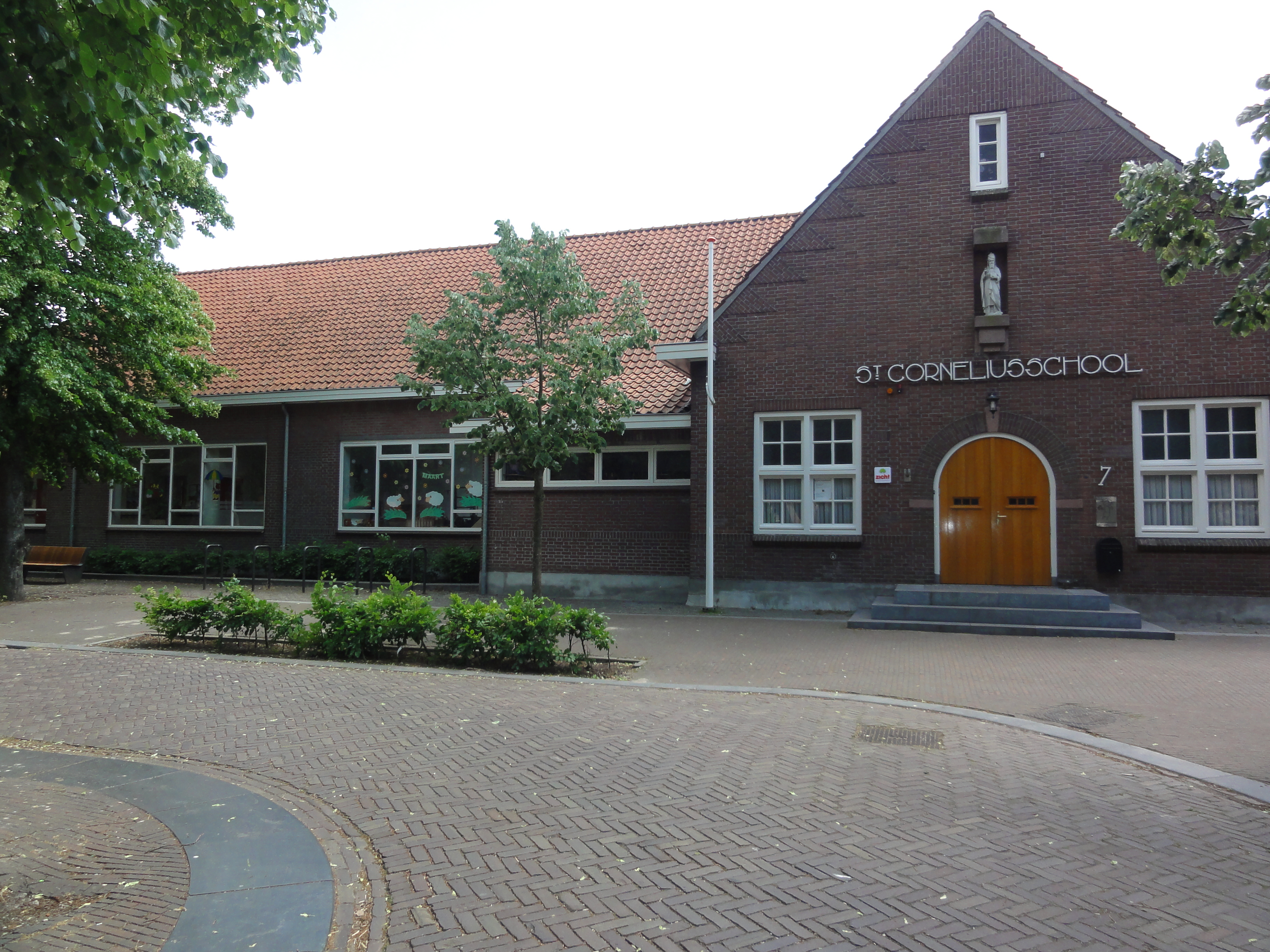
Basisschool St.Cornelius
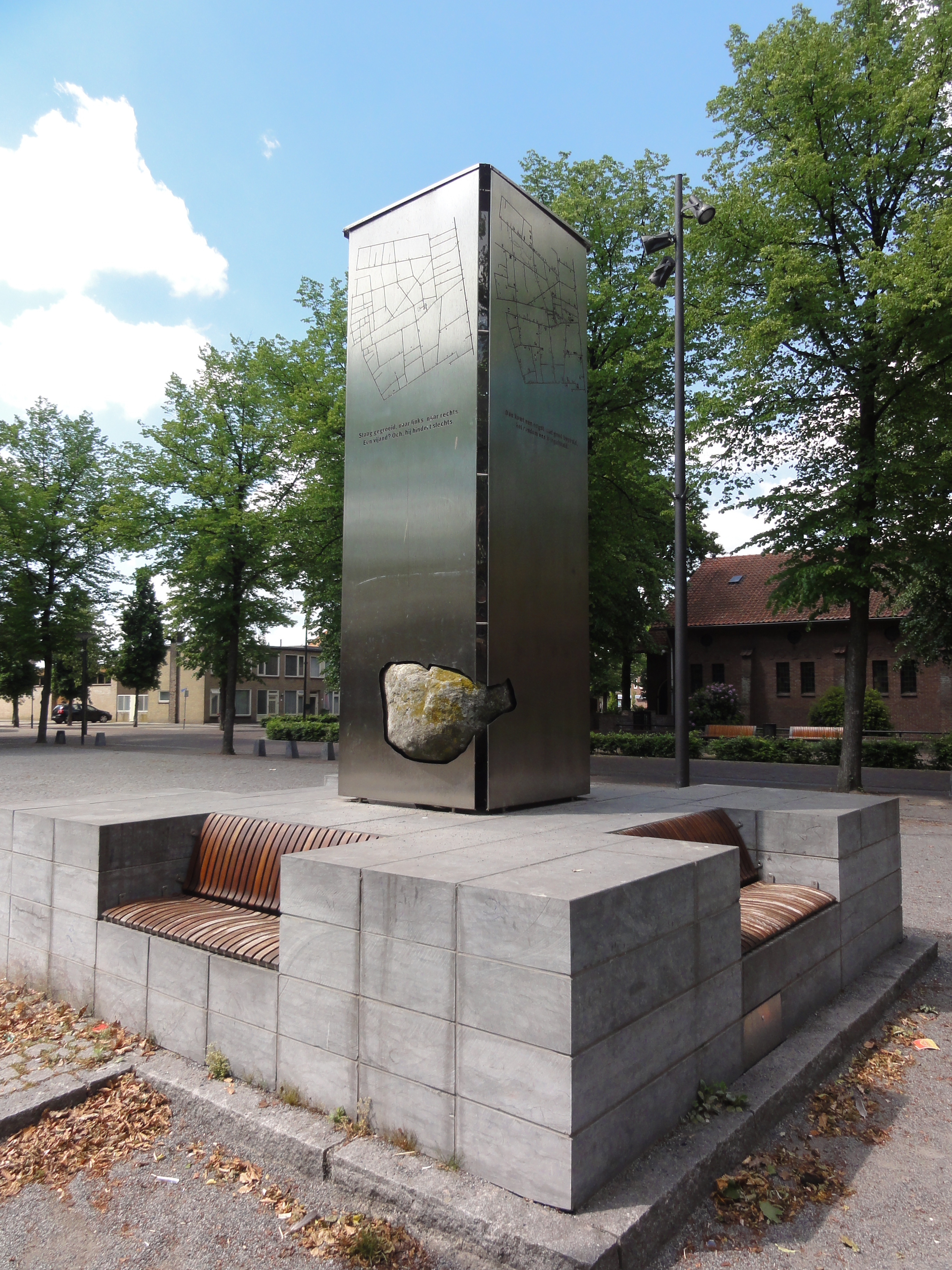
Monument op kerkplein